# Tachovi járás

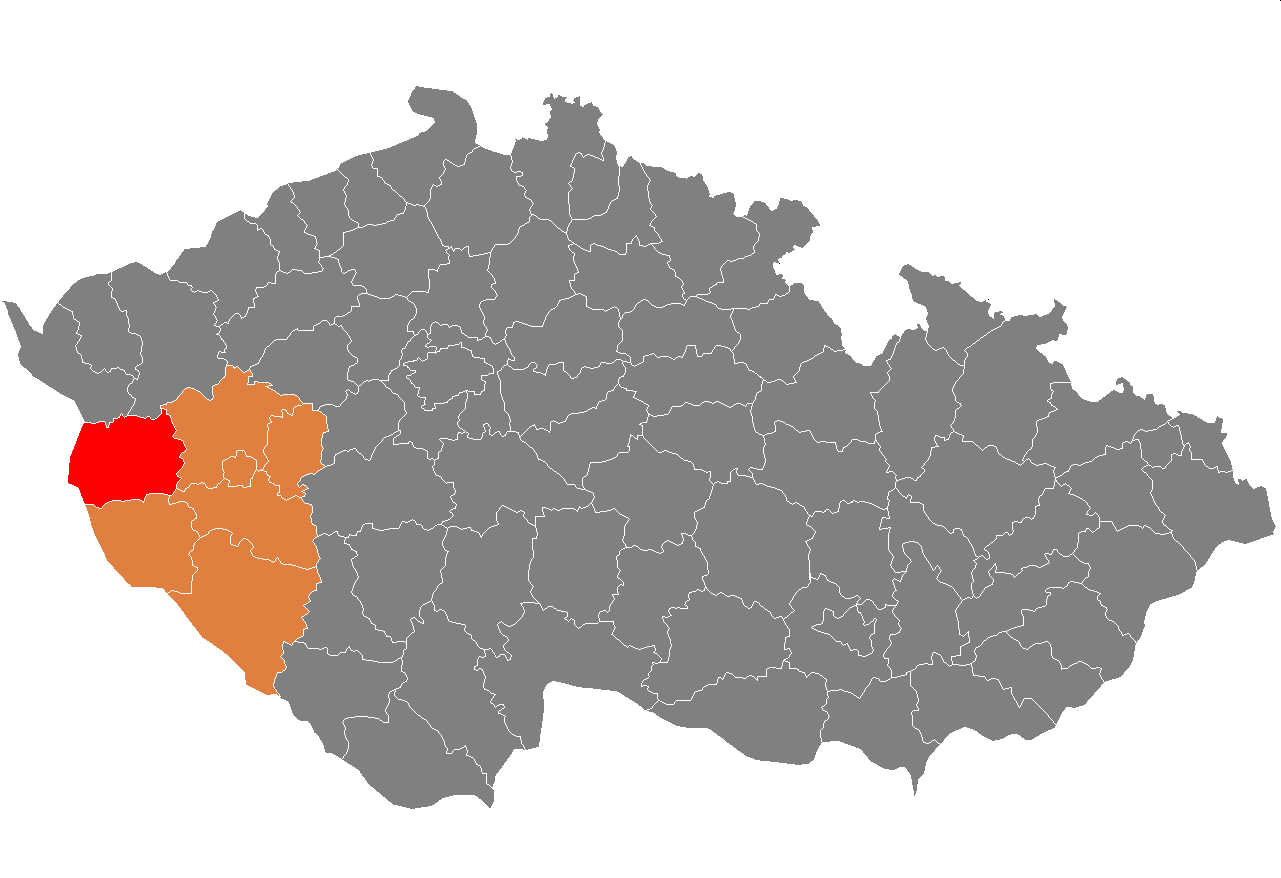
A Tachovi járás

A Tachovi járás (csehül: Okres Tachov) közigazgatási egység Csehország Plzeňi kerületében. Székhelye Tachov. Lakosainak száma 54 182 fő (2009). Területe 1378,68 km².

## Városai, mezővárosai és községei
A városok félkövér, a mezővárosok dőlt, a községek álló betűkkel szerepelnek a felsorolásban.
Benešovice •
Bezdružice •
Bor •
Brod nad Tichou •
Broumov •
Částkov •
Cebiv •
Černošín •
Chodová Planá •
Chodský Újezd •
Ctiboř •
Dlouhý Újezd •
Erpužice •
Halže •
Horní Kozolupy •
Hošťka •
Kladruby •
Kočov •
Kokašice •
Konstantinovy Lázně •
Kostelec •
Kšice •
Lesná •
Lestkov •
Lom u Tachova •
Milíře •
Obora •
Olbramov •
Ošelín •
Planá •
Přimda •
Prostiboř •
Rozvadov •
Skapce •
Staré Sedliště •
Staré Sedlo •
Stráž •
Stříbro •
Studánka •
Sulislav •
Svojšín •
Sytno •
Tachov •
Tisová •
Třemešné •
Trpísty •
Únehle •
Vranov •
Záchlumí •
Zadní Chodov •
Zhoř

## Fordítás
- Ez a szócikk részben vagy egészben  a   Tachov District című angol Wikipédia-szócikk ezen változatának fordításán alapul.  Az eredeti cikk szerkesztőit annak laptörténete sorolja fel. Ez a jelzés csupán a megfogalmazás eredetét és a szerzői jogokat jelzi, nem szolgál a cikkben szereplő információk forrásmegjelöléseként.
- Ez a szócikk részben vagy egészben  az   Okres Tachov című cseh Wikipédia-szócikk ezen változatának fordításán alapul.  Az eredeti cikk szerkesztőit annak laptörténete sorolja fel. Ez a jelzés csupán a megfogalmazás eredetét és a szerzői jogokat jelzi, nem szolgál a cikkben szereplő információk forrásmegjelöléseként.